# Commiphora anacardiifolia
Commiphora anacardiifolia är en tvåhjärtbladig växtart som beskrevs av Dinter & Engl.. Commiphora anacardiifolia ingår i släktet Commiphora och familjen Burseraceae. Inga underarter finns listade i Catalogue of Life.